# Musikjahr 1409
Liste der Musikjahre

◄◄ | ◄ | 1405 | 1406 | 1407 | 1408 | Musikjahr 1409 | 1410 | 1411 | 1412 | 1413 | ► | ►►

Weitere Ereignisse
Dieser Artikel behandelt das Musikjahr 1409.

## Ereignisse und Personalia

### Heiliges Römisches Reich
- Guillaume Dufay, genannt Willemet, wird Chorknabe an der Kathedrale von Cambrai. Hier unterrichtet ihn zunächst im Frühsommer des Jahres elf Wochen lang Rogier de Hesdin. Danach ist Nicolas Malin, Magister puerorum an der Kathedrale, sein Lehrer.[1]
- Der franko-flämische Komponist Franchois Lebertoul wird in einem Register der Kathedrale von Cambrai als Frequentanti chorum geführt. Das heißt er wird an den Hochfesten des liturgischen Jahres engagiert, um den Chor der Kathedrale zu unterstützen.[2]
- Gilet Velut ist petit vicaire an der Kathedrale von Cambrai.[3]

### Italienische Staaten

#### Padua
- 15. Mai: Der italienische Musiktheoretiker Prosdocimus de Beldemandis wird in Padua mit dem Titel Magister artium graduiert.[4]

#### Pisa
- Der Ausgang des Konzils von Pisa bedeutet den Niedergang der päpstlichen Kapelle in Avignon.[5]
- Hymbert de Salinis wird am 10. Juli, drei Tage nach der Inauguration des Gegenpapstes Alexander V. von diesem in einem Brief als dessen Vertrauter und Mitglied seiner Kapelle erwähnt.[6]

### Königreich Frankreich
- Johannes Cesaris ist bis 1409 Maître des enfants am Hof Jean de Berrys in Bourges. Sein Nachfolger wird Nicholas Grenon, der dafür seine Stellung als Grammatiklehrer der sechs Chorknaben an der Kathedrale von Cambrai aufgibt.[7]

## Kompositionen und Schriften
- Beltram Feragut: Excelsa civitas Vincencia, Motette für den Amtsantritt von Pietro Emiliani als Bischof von Vicenza.[8]
- Johannes Ciconia: Petrum Marcello venetum / O Petre, antistes inclite, isorhythmische Motette zu 4 Stimmen mit 2 panisorhythmischen Teilen, vermutlich für die Einsetzung von Pietro Marcello als Bischof von Padua am 16. November 1409 komponiert.[9]
- Möglicherweise zur Krönung Pietro Philargis von Candia zum Gegenpapst Alexander V. am 7. Juli 1409 komponiert Johannes Ciconia das lateinische Lied zu 2 Stimmen O Petre, Christi discipule.[9]

## Geboren
- Vor 1409: Franchois Lebertoul, franko-flämischer Komponist († 1428?)[2]

## Gestorben
- Um 1409: Jean Tapissier, französischer Dichter und Komponist der burgundischen Schule (* um 1370)